# Hakkō ichiu

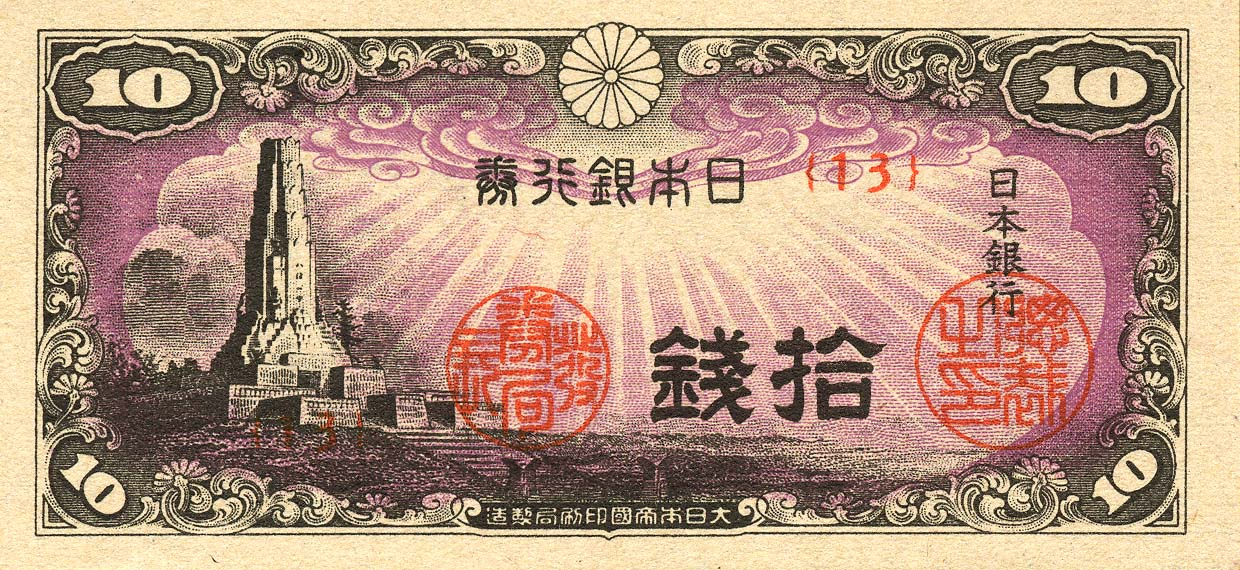
Banconota giapponese da 10 sen, che illustra il monumento di Hakkō ichiu a Miyazaki, rilasciato per la prima volta nel 1944.

Hakkō ichiu (八紘一宇?, traducibile come "tutto il mondo sotto un unico tetto") fu uno slogan politico espansionistico giapponese che divenne popolare dalla seconda guerra sino-giapponese fino alla seconda guerra mondiale, reso celebre da un discorso del Primo ministro giapponese Fumimaro Konoe l'8 gennaio 1940.

## Dottrina
Lo slogan fu coniato all'inizio del XX secolo dal membro del buddhismo Nichiren Tanaka Chigaku, che lo estrapolò da parti di una frase attribuita nella cronaca Nihon shoki al leggendario primo imperatore Jinmu al momento della sua ascensione. La dichiarazione completa dell'Imperatore recita: "Hakkō wo ooute ie to nasan" (八紘を掩うて宇と為さん, o nel kanbun originale: 掩 八 紘 而 爲 宇), che significa: "Tratterò le otto direzioni e farò di loro la mia dimora". Il termine hakkō (八紘),  che significa "otto corde della corona", era una metafora di happō (八方) "otto direzioni".
Tanaka interpretò la dichiarazione attribuita a Jinmu, nel senso che il dominio imperiale giapponese era stato per volere divino preordinato per espandersi fino a quando non avesse unito il mondo intero. Mentre Tanaka vedeva questo risultato come risultato della autorità morale dell'imperatore, molti dei suoi seguaci erano meno pacifisti nella loro prospettiva, nonostante la consapevolezza di alcuni intellettuali delle implicazioni nazionalistiche inerenti e delle reazioni a questo termine. I nazionalisti nipponici sostenevano quindi la necessità di sostituire al colonialismo europeo in Asia il controllo del governo di Tokyo secondo il concetto del "nuovo ordine nell'Asia orientale" (東亜新秩序?, Tōa Shin Chitsujo).